# Nunca estuve en Viena
Pour plus de détails, voir Fiche technique et Distribution.
Nunca estuve en Viena est un film espagnol réalisé par Antonio Larreta, sorti en 1989. Il s'agit de l'unique long métrage réalisé par l'écrivain uruguayen.

## Synopsis
L'histoire d'une famille aristocrate lors du siècle de la révolution de Mai.

## Fiche technique
- Titre : Nunca estuve en Viena
- Réalisation : Antonio Larreta
- Scénario : Antonio Larreta
- Musique : José Nieto
- Photographie : Ricardo Aronovitch
- Montage : Luis Mutti
- Production : Paco Molero
- Société de production : Impala et M. T. C. Realizaciones
- Pays :  Espagne et  Argentine
- Genre : Drame et historique
- Durée : 100 minutes
- Dates de sortie : 
  -  Argentine : 13 avril 1989

## Distribution
- China Zorrilla : Carlota
- Sergi Mateu : José
- Alberto Segado : Marcelo
- María Teresa Costantini : Adela
- Víctor Laplace : Francisco
- Chunchuna Villafañe : Carolina
- Mercedes Morán : Eugenio
- Hugo Soto : Augusto
- Marcelo Alfaro : Juan Ignacio
- Ricardo Beiro : Hipolito
- Sofía Viruboff : Maria Antonio
- Ofelia Morixe : Carmen
- Alix Bader : Mademoiselle
- Rosario Zubeldía : Juliana

## Distinctions
Le film a été présenté en sélection officielle en compétition au Festival international du film de Moscou 1989.